# Budislav (district de Tábor)
Pour les articles homonymes, voir Budislav.
Budislav (en allemand : Budislau) est une commune du district de Tábor, dans la région de Bohême-du-Sud, en République tchèque. Sa population s'élevait à 374 habitants en 2020.

## Géographie
Budislav se trouve à 10 km à l'est-nord-est de Soběslav, à 18 km au sud-est de Tábor, à 44 km au nord-est de České Budějovice à 92 km au sud-sud-est de Prague.
La commune est limitée par Choustník au nord, par Psárov, Březina et Deštná à l'est, par Chotěmice et Dírná au sud, et par Katov et Tučapy à l'ouest.

## Histoire
La première mention écrite du village date de 1357.